# Кинг Делюкс (футбольный клуб)
Футбольный клуб «Кинг Делю́кс» (арм. Ֆուտբոլային Ակումբ „Կինգ Դելյուքս“ Աբովյան) — армянский футбольный клуб из города Абовян, основанный в 2011 году.

## История
В конце сезона 2011 года клубная история Армении пополнилась двумя командами. Были основаны два клуба «Алашкерт» и «Кинг Делюкс». И если «Алашкерт» был возрождён, то история с клубом «Кинг Делюкс» началась впервые. Основателем стал, выступавший в своё время в «Котайке», Гагик Оганесян, занявший должность исполнительного директора. Оганесян заверил, что клуб имеет далеко идущие планы, главная из которых восстановить футбольные традиции города. На пост главного тренера был назначен Армен Санамян, также игравший в своё время в «Котайке». Первая игра в истории клуба состоялась 18 января. В контрольном матче против «Улисса» на 45-й минуте единственный мяч забил Ара Оганесян.
Своё участие клуб начал в первенстве Первой лиги сезона 2012/13. В зимнее трансферное окно клуб пополнили несколько футболистов из клубов Премьер-лиги Мигран Манасян (из «Улисса»), Ара Оганесян (из «Арарата») и др. Основной же костяк команды составили местные футболисты от 20-23 лет. 15 апреля руководство клуба официально объявило о том, что с 20 футболистами оформлены контракты.
Чемпионат начался резво, команда открыто говорила о своих претензиях на первое место и повышении в классе. Команда некоторое время была на 1 месте и имела небольшой отрыв. После некоторых невнятных матчей команду настигли конкуренты, главным из которых был «Алашкерт». В 17 туре состоялась очная игра за лидерство в турнирной таблице, которую «Кинг Делюкс» проиграл. В 18 туре команда сыграла вничью с аутсайдером чемпионата, а через несколько дней руководство клуба объявило о снятии с чемпионата и расформировании клуба. Некоторые игроки перешли в резервные команды клубов Премьер-лиги выступающих в Первой лиге, а также в «Алашкерт».